# Selinum dauricum
Selinum dauricum är en flockblommig växtart som först beskrevs av Nikolaus Joseph von Jacquin, och fick sitt nu gällande namn av Leute. Selinum dauricum ingår i släktet krusfrön, och familjen flockblommiga växter. Inga underarter finns listade i Catalogue of Life.